# Bình Nguyên, Bình Sơn
Bình Nguyên là một xã thuộc huyện Bình Sơn, tỉnh Quảng Ngãi, Việt Nam.
Xã Bình Nguyên có diện tích 26,37 km², dân số năm 1999 là 9899 người, mật độ dân số đạt 375 người/km².